# Campeonato da Europa de Atletismo de 2010 - 800 m feminino
A prova dos 800 metros feminino do Campeonato da Europa de Atletismo de 2010 foi disputada entre os dias 27 e 30 de julho de 2010 no Lluís Companys em Barcelona,  na Espanha. 

## Recordes
Antes desta competição, os recordes mundiais e do campeonato nesta prova eram os seguintes:
|                       | Nome                  | Nacionalidade   | Tempo    | Local   | Data                  |
| --------------------- | --------------------- | --------------- | -------- | ------- | --------------------- |
| Recorde mundial       | Jarmila Kratochvílová | Tchecoslováquia | 1m53s 28 | Munique | 26 de julho de 1983   |
| Recorde do campeonato | Olga Mineyeva         | União Soviética | 1m55s 41 | Atenas  | 8 de setembro de 1982 |
| Recorde europeu       | Jarmila Kratochvílová | Tchecoslováquia | 1m53s 28 | Munique | 26 de julho de 1983   |

## Medalhistas
| Ouro             | Prata                  | Bronze              |
| Yvonne Hak (NED) | Jennifer Meadows (GBR) | Lucia Klocová (SVK) |

## Cronograma
Todos os horários são locais (UTC+2).
| Data        | Hora  | Evento  |
| ----------- | ----- | ------- |
| 27 de julho | 20:10 | Bateria |
| 30 de julho | 21:50 | Final   |

## Resultados

### Bateria
Qualificação: 2 atletas de cada bateria (Q) mais os 2 melhores qualificados (q).
Bateria 1
| Posição | Raia | Atleta            | Nacionalidade | Tempo     | Notas                |
| ------- | ---- | ----------------- | ------------- | --------- | -------------------- |
| 1       | 2    | Yvonne Hak        | Países Baixos | 2:00.35   | Q                    |
| 2       | 8    | Eglė Balčiūnaitė  | Lituânia      | 2:01.19   |                      |
| 3       | 6    | Marilyn Okoro     | Reino Unido   | 2:01.33   | Recorde da temporada |
| 4       | 5    | Élian Périz       | Espanha       | 2:03.55   |                      |
| 5       | 3    | Olha Zavhorodnya  | Ucrânia       | 2:03.58   |                      |
| —       | 4    | Olga Cristea      | Moldávia      | 9:99.99 ! | DSQ Doping           |
| —       | 7    | Mariya Savinova   | Rússia        | 1:59.71   | DSQ Doping           |
| —       | 1    | Sviatlana Usovich | Bielorrússia  | 2:02.74   | DSQ Doping           |

Bateria 2
| Posição | Raia | Atleta             | Nacionalidade | Tempo   | Notas           |
| ------- | ---- | ------------------ | ------------- | ------- | --------------- |
| 1       | 3    | Jennifer Meadows   | Reino Unido   | 1:58.90 | Q               |
| 2       | 4    | Mayte Martínez     | Espanha       | 1:59.12 | q,              |
| 3       | 5    | Lucia Klocová      | Eslováquia    | 1:59.31 | q,              |
| 4       | 2    | Yuliya Krevsun     | Ucrânia       | 1:59.44 |                 |
| 5       | 8    | Claudia Hoffmann   | Alemanha      | 2:01.19 |                 |
| 6       | 1    | Rose-Anne Galligan | Irlanda       | 2:01.76 | Recorde pessoal |
| 7       | 6    | Daniela Reina      | Itália        | 2:01.94 |                 |
| —       | 7    | Svetlana Klyuka    | Rússia        | 1:58.89 | DSQ Doping      |

Bateria 3
| Posição | Raia | Atleta               | Nacionalidade | Tempo   | Notas                |
| ------- | ---- | -------------------- | ------------- | ------- | -------------------- |
| 1       | 1    | Jemma Simpson        | Reino Unido   | 1:59.18 | Q                    |
| 2       | 4    | Lenka Masná          | Chéquia       | 1:59.71 | Q,                   |
| 3       | 8    | Elisa Cusma Piccione | Itália        | 1:59.80 |                      |
| 4       | 7    | Nataliya Lupu        | Ucrânia       | 2:00.50 |                      |
| 5       | 2    | Eléni Filándra       | Grécia        | 2:00.88 | Recorde pessoal      |
| 6       | 3    | Angelika Cichocka    | Polónia       | 2:01.17 | Recorde pessoal      |
| 7       | 5    | Tatyana Andrianova   | Rússia        | 2:01.23 |                      |
| 8       | 6    | Irene Alfonso        | Espanha       | 2:01.61 | Recorde da temporada |

### Final
| Posição.          | Raia | Atleta           | Nacionalidade | Tempo     | Notas           |
| ----------------- | ---- | ---------------- | ------------- | --------- | --------------- |
| Medalha de ouro   | 7    | Yvonne Hak       | Países Baixos | 1:58.85   | Recorde pessoal |
| Medalha de prata  | 6    | Jennifer Meadows | Reino Unido   | 1:59.39   |                 |
| Medalha de bronze | 2    | Lucia Klocová    | Eslováquia    | 1:59.48   |                 |
| 4                 | 5    | Jemma Simpson    | Reino Unido   | 1:59.90   |                 |
| 5                 | 1    | Lenka Masná      | Chéquia       | 1:59.91   |                 |
| 6                 | 8    | Mayte Martínez   | Espanha       | 1:59.97   |                 |
| —                 | 4    | Mariya Savinova  | Rússia        | 1:58.22   | DSQ Doping      |
| —                 | 3    | Svetlana Klyuka  | Rússia        | 9:99.99 ! | DSQ Doping      |

Legenda
| Recorde mundial       | Recorde mundial (World record)               |                       | Recorde africano                      | Recorde africano (African) |                                           | Q | Classificado por posição (Qualified) |
| Recorde do campeonato | Recorde do campeonato (Championship record)  | Recorde da América    | Recorde da América (Americas)         | q                          | Classificado por melhor tempo (Qualified) |   |                                      |
| Melhor marca do ano   | Melhor marca do ano (World leading)          | Recorde asiático      | Recorde asiático (Asian)              | DNS                        | Não largou (Did not start)                |   |                                      |
| Recorde nacional      | Recorde nacional (National record)           | Recorde europeu       | Recorde europeu (European)            | DNF                        | Não terminou (Did not finish)             |   |                                      |
| Recorde pessoal       | Recorde pessoal do atleta (Personal best)    | Recorde da Oceania    | Recorde da Oceania (Oceania)          | DSQ / DQ                   | Desclassificado (Disqualified)            |   |                                      |
| Recorde da temporada  | Recorde da temporada do atleta (Season best) | Recorde sul-americano | Recorde sul-americano (South America) | NM                         | Sem marca (No mark)                       |   |                                      |